# 市川敬太
市川 敬太（いちかわ けいた、1998年5月31日 - ）は、ジャパンラグビーリーグワン豊田自動織機シャトルズ愛知に所属するラグビー選手。

## プロフィール
- 大阪府東大阪市出身[1]。
- ポジションはセンター(CTB)。
- 身長 173 cm、体重 83 kg
- 高校時代、無名な存在だったことから大学時代には『叩き上げの星』と呼ばれた[2]。

## 略歴
中学からラグビーを始めた。
2017年、日新高校卒業後、天理大学に入る。
2021年1月11日、第57回全国大学ラグビーフットボール選手権大会決勝にて先制トライを含む4トライの活躍で天理大学大学選手権初優勝に貢献。同年3月に天理大学卒業後、中部電力に加入。同年10月30日に行われたトップウェスト第1節島津製作所Breakers戦に先発出場で公式戦初出場を果たす。
2022年7月、豊田自動織機シャトルズ愛知に加入。